# Capecitabină
Capecitabina este un agent chimioterapic utilizat în tratamentul unor cancere, precum cancerul de sân, colorectal și gastric. Este utilizat în asociere cu docetaxel. Calea de administrare disponibilă este cea orală.
Molecula a fost patentată în 1992 și a fost aprobată pentru uz medical în anul 1998. Se află pe lista medicamentelor esențiale ale Organizației Mondiale a Sănătății.

## Utilizări medicale
Capecitabina este utilizată în tratamentul:
- cancerului colorectal
- cancerului mamar
- cancerului gastric
- cancerului esofagian

## Mecanism de acțiune
Capecitabina este un analog de fluoropirimidină. Este metabolizată la 5-fluorouracil, care este un inhibitor al timidilat-sintetazei și blochează sinteza de timidin-monofosfat necesar pentru sinteza moleculei de ADN.